# Ceratolejeunea minuta
Ceratolejeunea minuta là một loài Rêu trong họ Lejeuneaceae. Loài này được G. Dauphin mô tả khoa học đầu tiên năm 2003.